# Laurence Anyways
Pour les articles homonymes, voir Laurence.
Pour plus de détails, voir Fiche technique et Distribution.
Laurence Anyways est un film franco-québécois écrit et réalisé par Xavier Dolan, sorti en 2012. Ce drame psychologique parle de transidentité à travers une relation amoureuse bouleversée lorsque le personnage principal annonce à sa compagne son besoin d'effectuer une transition du genre masculin au genre féminin. Les acteurs principaux sont Suzanne Clément et Melvil Poupaud. Présenté au Festival international du film de Toronto 2012, ce troisième long métrage de Xavier Dolan remporte le prix du Meilleur film canadien, et obtient plusieurs prix dont deux au Festival de Cannes 2012.
L'intrigue se déroule dans les années 1990. Laurence annonce à Fred, sa compagne, qu’elle est en réalité une femme transgenre. Elles affrontent alors les préjugés de leur entourage, résistent à l’influence de leur famille et bravent les phobies de la société qu’elles dérangent. Pendant dix ans, elles tentent de survivre à cette transition et s’embarquent dans une aventure qui semble mener le couple à sa perte.

## Synopsis
Le film s’ouvre sur un retour en arrière de dix ans. Laurence Alia, professeure de lettres, a entamé une transition de genre. Très amoureuse de Frédérique (Fred), avec qui elle vit, elle lui révèle, le jour de ses 35 ans, que son corps d’homme ne correspond pas à ce qu’elle est profondément : une femme. Elle décide alors de vivre en accord avec son identité, pour ne plus avoir à mentir ni à souffrir. Fred, bouleversée, lui répond qu’elle aurait dû la prévenir qu’elle était homosexuelle. Laurence répond avec force que cela n'a rien à voir avec l'homosexualité, mais qu'elle ne veut plus se réveiller le matin dans un corps masculin qui ne lui plait pas.
Laurence commence à assumer publiquement son identité de genre : elle se maquille, affirme sa féminité dans son entourage, son quartier, les cafés de Montréal, puis jusque dans son milieu professionnel. Tandis que ses cheveux poussent, elle traverse progressivement les étapes de son changement d’apparence. Malgré leur séparation, Laurence continue d’éprouver de l’amour pour Fred, même lorsqu’elle est en couple avec une autre femme et que Fred, de son côté, s’est mariée, a eu un enfant, et mène une vie plus bourgeoise.
Quelques années passent, Laurence publie un recueil de poèmes. A cette occasion, Laurence et Fred se retrouvent. Fred ment à son mari en prétextant un tournage, et elles s’échappent ensemble sur l’Île au Noir.
Leur séparation est définitive lorsque Laurence dit s'être attendue à ce que Fred abandonne toute sa vie (de femme mariée) pour leur amour et que Fred apprend à Laurence qu'à l'époque de son coming out, elle était enceinte de Laurence et, par peur de l'avenir, avait préféré avorter.
Au total, leur histoire d’amour aura duré plus de neuf ans.
À quarante ans, Laurence déclare à une journaliste qui l'interviewe à l'occasion de la sortie de son roman autobiographique avoir choisi de « descendre la pente » en tant que femme.
Un peu plus tard, depuis la terrasse voisine de la sienne, un jeune homme l’aborde avec un « Bonjour Madame » qui trahit naïvement son attirance. Pour la première fois dans le film, le visage de Laurence s’illumine, traversé par une joie simple : celle, peut-être, de plaire enfin, et d’être vue comme elle est.

## Thèmes

### La transidentité de Laurence comme source de regards créant l'affect chez le spectateur
Si Xavier Dolan déclare que l’histoire d’amour entre Fred et Laurence constitue la trame principale du film, de nombreux auteurs avancent que le coming out de Laurence et ses effets sur son entourage et les personnes qu’elle rencontre est aussi important. Ainsi, selon Thomas J.D. Ambrecht, Xavier Dolan s’intéresse aux conséquences du coming out de Laurence en tant que femme et à son impact sur le regard que les autres portent sur son genre. Il écrit : « Leurs réactions à sa transformation sont présentées comme aussi perturbantes pour eux, sinon plus, que pour la personne transformée » (p. 31).
Pour Camille Légeron, l’enjeu du film ne réside pas uniquement dans le changement de genre de Laurence, puisque celui-ci est une décision réfléchie, mais plutôt dans la manière dont son entourage perçoit cette transition comme un bouleversement.
Pour aller plus loin, Corey Kai Nelson Schultz analyse les regards portés sur Laurence, que le réalisateur filme tout au long du film. Il les conceptualise comme des gazes (regards), générateurs d'affect chez le spectateur – un concept que Gilles Deleuze associe à une expérience sensible, faite de significations ressenties plutôt que simplement perçues. Dans son article The Sensation of the Look: The Gazes in Laurence Anyways, Schultz analyse plusieurs scènes dans lesquelles le regard des autres joue un rôle central. Dans la première séquence, Xavier Dolan opère un véritable coup de maître en donnant au spectateur l’impression qu’il est lui-même l’objet de ces regards, l’invitant ainsi à se placer dans la peau de Laurence. Cette identification provoque empathie, mais aussi malaise, rejet et haine. Schultz distingue trois types de regards dans cette séquence :  les regards hors-champ, qui engagent directement le spectateur et l’amènent à se questionner sur ce que les personnages observent avec autant d’insistance ; les regards fuyants, qui symbolisent l’embarras ou le refus de voir ; et les regards directs, fixant le spectateur, créant une sensation de jugement, de menace ou de gêne. Tous ces plans fixés sur les visages des personnes qui regardent Laurence font ressentir au spectateur de l’embarras et du jugement voire une menace. Plus tard, le spectateur comprend que ceux-ci sont dirigés vers Laurence. Cependant, en premier lieu, le spectateur n’est pas au courant et peut penser qu’ils sont dirigés vers quelque chose d’extraordinaire. On le comprend plus tard avec un plan qui montre Laurence marchant dans le couloir de son lycée qu’ils sont dirigés contre elle. Ainsi, cette première séquence suivie de celle filmant Laurence permet au spectateur en premier lieu d’expérimenter de l’inconfort, pour ensuite exprimer de l’empathie envers Laurence.
Une autre scène, également analysée par Schultz, montre Laurence, après son coming out, marchant dans les couloirs vêtue en femme. Les élèves qu’elle croise la regardent tour à tour avec gêne, ironie ou arrogance. La caméra capte ces regards avant de se tourner vers Laurence, révélant qu’ils lui sont bien destinés. Ce procédé permet une fois de plus au spectateur d’éprouver de l’empathie, en l’amenant à vivre ces regards de l’intérieur.
Pour appuyer cette analyse, Schultz mobilise le concept de regard blanc développé par Frantz Fanon, dans Peaux Noires, Masques Blanc, qu’il adapte ici à la question de genre. Chez Fanon, ce regard impose un cadre de référence auquel les personnes racisées doivent se conformer. De manière parallèle, les regards posés sur Laurence imposent à leur tour un cadre normatif, non en raison d’une racialisation, mais de sa transidentité. Comme chez Fanon, le regard devient ici un fardeau.
Ces plans sur les regards sont renforcés par le montage qui selon L. Delorge, "engage le spectateur dans une logique de découverte de l’altérité”. Après avoir filmé les regards, Dolan emmène le spectateur dans un décor étrange, perturbant, renforçant le sentiment d’inconfort. Mais à force de répétition, ces séquences deviennent familières : de même que le spectateur s’habitue à ces images, il en vient à considérer la transition de Laurence comme quelque chose de naturel.

### Laurence: une identitéqueermarginale non-normative
Le traitement de la transidentité de Laurence dans le film montre à la fois comment son identité est marginalisée, mais aussi comment elle apparaît comme innovante vis-à-vis des normes de genre. Surtout, le regard porté n’est pas voyeuriste, contrairement à d’autres œuvres abordant ce sujet.
Tout d’abord, si la décision de Laurence de transitionner représente un changement, T. J. D. Ambrecht souligne que le préfixe trans- ne désigne pas uniquement une transformation, mais ce qui dépasse le changement lui-même — voire une forme de changement dans la continuité. Il écrit : « En montrant les transitions corporelles et affectives de Laurence, on voit aussi ce qui est constant chez elle » (p. 33).
Si, Laurence choisit de transitionner pour être une femme, elle ne le fait pas en se conformant aux normes de genre dominantes. Ainsi, selon C. Légeron, le film n’adopte pas un regard inquisiteur : il ne focalise pas sur la transformation corporelle, et par exemple, l’opération de réassignation est seulement mentionnée brièvement, sans incidence sur la narration.
La protagoniste refuse par ailleurs de se plier aux stéréotypes féminins. Si elle porte du maquillage, un tailleur et des talons pendant sa transition, elle refuse de porter une perruque et arbore seulement une boucle d’oreille. Pour C.Légeron, cela témoigne d’une conception du genre “déconstructiviste voire queer” (p7).
Cependant, cela renforce son identité à la marge qui est mise en exergue au travers de la première séquence qui présente un écran noir où l’on entend la voix de Laurence qui déclare « Écoutez, je recherche une personne qui comprenne ma langue, et qui la parle même, une personne qui, sans être un paria, ne s’interroge pas simplement sur les droits et l’utilité des marginaux, mais sur les droits et l’utilité de ceux qui se targuent d’être normaux ».
Selon Ambrecht, cette séquence valorise la parole de Laurence tout en suggérant qu’elle est « tellement marginale qu’elle ne peut être qu’hors champ » (p. 34).
Deux métaphores christiques renforcent cette figure de la marginalité. La première apparaît lorsqu’elle inscrit Ecce Homo sur le tableau — une référence à la présentation de Jésus à la foule — dans une scène où elle est sur le point d’être renvoyée. La seconde survient juste après qu’elle ait été frappée au visage : X. Dolan insère alors Le Portement de Croix de Bosche, créant, selon C. Légeron une mise en abyme visuelle : Laurence marche dans la rue, sous les regards indifférents, comparables aux grimaces grotesques des figures du tableau.
Bien que le film présente l’identité de Laurence comme étant à la marge, C. Brassard y voit une queerness conçue comme un acte de résistance, dans la lignée de la théorie de L. Edelman : elle transgresse par la marge les formes de structures dominantes. Cette marginalité trouve d'ailleurs un espace de validation dans la rencontre du Pink Club. À partir de la réplique : « As-tu besoin de téléphoner mon amour » prononcée par l'une des femmes du club, l’identité de Laurence est pleinement reconnue. Sa transidentité devient ainsi un moyen de re-signification des normes.
En transgressant les normes de genre, Laurence s’émancipe, mais invite également son entourage à penser le genre autrement. Le point culminant de ce processus est atteint dans la dernière scène : un jeune garçon lui lance un baiser soufflé, validant symboliquement son identité en tant que femme.
Cette scène peut être reliée au concept de exit scape développé par W. Straube, qui désigne une « sortie du cadre » : une manière pour les films mettant en scène des personnes trans ou non binaires de proposer des échappées imaginaires aux normes de genre. Cela offre au spectateur une possibilité de réimaginer le monde, en l’ouvrant à d’autres possibles.

### Judith Butler et Xavier Dolan
Afin d’analyser le film, nous pouvons mobiliser le concept de genre et celui de performativité de genre théorisé par Judith Butler. M. Gil-Arboleda reprend cette analyse dans son article, et montre qu’il n’y a pas de correspondance entre le sexe, le genre et le désir, ce qui remet en question l’évidence du sexe et du corps. En effet, pour J.Butler, le sexe est un construit social, tout comme le genre, qui n’est pas un fait établi mais une répétition d’actes stylisant le corps. Le genre se constitue à travers des mécanismes de punition et de récompenses.
En plus de théoriser la construction de genre, J.Butler montre comment l’autre - ici, la personne dont l’identité de genre diffère de la norme — n’est pas pleinement reconnu comme un être humain. Cet autre, parce qu’il échappe à la binarité imposée par la société, crée une forme de panique, d’incompréhension. Ce concept est clairement visible dans le film, notamment à travers les scènes où Laurence devient l’objet de regards insistants, comme dans la première séquence où elle marche dans les couloirs de son lycée. Ces regards, dirigés vers ce qui est perçu comme inintelligible, marquent une altérité qui dérange car elle échappe aux normes genrées attendues.
L’autre concept central de J. Butler, la punition, se manifeste dans une scène de violence physique où Laurence est frappée au visage. Cette agression peut être lue comme une tentative symbolique de la ramener à l’ordre de genre qui lui a été assigné à la naissance. Elle illustre aussi le traitement souvent réservé à celles et ceux qui sortent des normes : rejet, violence, invisibilisation. Cette scène souligne ainsi la manière dont la société punit ce qu’elle ne parvient pas à catégoriser.
La métaphore des normes de genre est aussi visible dans la scène où Laurence est interviewée par une journaliste. Selon M. Gil Arboleda, cette journaliste incarne, par son attitude, les standards occidentaux conventionnels et conservateurs, exprimant un rejet implicite de la non-normativité de genre représentée par Laurence.
Enfin, la notion de queer, également explorée par J. Butler, trouve un écho dans la communauté queer des Five Roses, décrite comme un espace camp où s’expriment librement des femmes trans, des drag queens et des identités non conformes. Ce groupe rejette l’« hégémonie du genre », et Laurence y trouve un environnement rassurant, solidaire, safe, où les membres prennent soin les un·es des autres. Une autre scène illustre cette idée de refuge queer : celle où Laurence et Fred se rendent sur Black Island pour rencontrer un homme trans. Ces deux lieux sont, selon Gil Arboleda, des espaces de répit où la différence est acceptée et valorisée.
Pour conclure, comme le résume C. Légeron, Laurence Anyways est un film « questionnant les concepts de norme et de marge en les faisant cohabiter» (p10).

## Fiche technique
Sauf indication contraire, les informations mentionnées dans cette section peuvent être confirmées par la base de données cinématographiques IMDb,  présente dans la section « Liens externes ».
- Titre original : Laurence Anyways
- Réalisation et scénario : Xavier Dolan[12]
- Musique : Noia
- Direction artistique : Colombe Raby
- Décors : Anne Pritchard
- Costumes : Xavier Dolan et François Barbeau
- Photographie : Yves Bélanger
- Prise de son : François Grenon
- Montage sonore : Sylvain Brassard
- Mixage : Olivier Goinard
- Montage : Xavier Dolan[12]
- Production : Lyse Lafontaine
- Productrice déléguée : Carole Mondello
- Coproducteurs : Nathanaël Karmitz et Charles Gillibert
- Société de production : Lyla Films et MK2 Productions
- Sociétés de distribution : Remstar (Canada), ABC Distribution (Belgique), MK2 Diffusion (France)
- Budget : 8 millions $ CA[12]
- Pays d'origine :  Canada ( Québec) et  France
- Langue originale : français
- Format : couleur - 35 mm - 1,33:1[13]
- Genre : drame psychologique
- Durée : 168 minutes
- Dates de sortie :
  - France : 18 mai 2012 (Festival de Cannes) ; 18 juillet 2012 (sortie nationale)
  - Canada : 18 mai 2012

## Distribution
- Melvil Poupaud : Laurence Alia
- Suzanne Clément : Fred Bellair
- Nathalie Baye : Julienne Alia, la mère de Laurence
- Monia Chokri : Stéfie Bellair, la sœur de Fred
- Susie Almgren : la journaliste
- Mylène Jampanoï : Fanny
- Yves Jacques : Michel Lafortune
- Sophie Faucher : Andrée Bellair, la mère de Fred
- Magalie Lépine-Blondeau : Charlotte
- David Savard : Albert
- Catherine Bégin : Mamy Rose
- Emmanuel Schwartz : Baby Rose
- Jacques Lavallée : Dada Rose
- Perrette Souplex : Tatie Rose
- Patricia Tulasne : Shookie Rose
- Denise Filiatrault : la serveuse
- Manuel Tadros : le concierge
- Monique Spaziani : Francine, la psychologue
- Alexandre Goyette : Marco de Bellefeuille
- Gilles Renaud : Président du conseil
- Anne Dorval : Marthe Delteuil
- Violette Chauveau : Élise Voïlinsky
- Vincent Davy : Pierre Alia, le père de Laurence
- Xavier Dolan : caméo (non crédité à la 80e minute)
- Éric Bruneau : Mathieu
- Antoine Olivier Pilon : l'adolescent

## Production

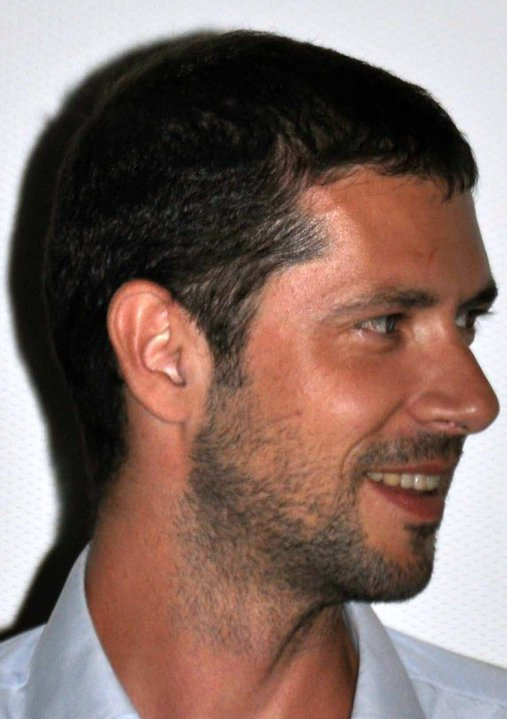
Melvil Poupaud tient le rôle principal.

Melvil Poupaud, qui tient le rôle principal, voit ce film comme un jalon important dans sa carrière : « Je crois que j'attendais ce grand rôle depuis longtemps en fait, ça m'a reboosté, ça m'a redonné de l'énergie pour tourner avec d'autres cinéastes. »

## Accueil

### Critiques
Après la projection au festival de Cannes, le critique de cinéma Olivier Père juge le film enthousiasmant. Sur Slate.fr, Jean-Michel Frodon regrette que le film n'ait pas été sélectionné en compétition officielle. Julien Gester dans le journal Libération considère Laurence Anyways comme le plus beau film de Xavier Dolan.

### Box office
Laurence Anyways réalise 104 872 entrées en France après trois semaines d'exploitation en salles. Au Québec, il totalise 50 574 entrées (et des recettes de 374 979 $, hors taxes).

### Controverse
(mars 2015).
À l'occasion du Festival de Cannes 2012, Xavier Dolan s'est vu remettre la Queer Palm, un prix récompensant des films pour leur traitement des thématiques LGBTI+. Le jeune réalisateur a refusé ce prix, le percevant comme un marqueur d'exclusion.

« Que de tels prix existent me dégoûte. Quel progrès y a-t-il à décerner des récompenses aussi “ghettoïsantes”, aussi “ostracisantes”, qui clament que les films tournés par des gays sont des films gays ? On divise avec ces catégories. On fragmente le monde en petites communautés étanches. La Queer Palm, je ne suis pas allé la chercher. Ils veulent toujours me la remettre. Jamais ! L’homosexualité, il peut y en avoir dans mes films comme il peut ne pas y en avoir. »

Ces propos confiés à Télérama en 2014 ont déclenché une polémique dans plusieurs médias internationaux. Selon le réalisateur, cette récompense impose une étiquette à Laurence Anyways qui est avant tout un film sur l'amour, la liberté et le progrès. Ainsi, pour la journaliste Odile Tremblay : « certains prétendent que la transsexualité serait le dernier tabou. Mais le vrai sujet du film ne serait-il pas plutôt la réinvention de l'amour après la transformation du genre ? Car si la thématique identitaire est encore présente chez Dolan, ce n'est pas le cas de la question homosexuelle. » En ce sens, ce film soulèverait la question universelle du flottement de l'identité. Ce refus d'accepter la Queer Palm a pour but d'empêcher la catégorisation systématique des films gays et lesbiens.
En contrepartie, de nombreux membres de la communauté LGBT furent profondément choqués par les propos de Xavier Dolan. Romain Vallet, rédacteur en chef du mensuel lyonnais Hétéroclite, critique sur la forme l'opinion du réalisateur : « Est-il vraiment nécessaire de reprendre ainsi le vocabulaire des pires homophobes ? Qu'est-ce, au juste, qui justifierait une répulsion aussi viscérale ? »
En octobre 2014, Xavier Dolan se rend sur le plateau d’On n'est pas couché, une émission diffusée par France 2 pour la promotion de Mommy. Questionné sur la polémique, il explique son point de vue sur la culture queer :

« En 2014, après des décennies de combats pour l'égalité, pour avoir davantage de droits, davantage de visibilité, davantage de liberté individuelle, qu'on nous reconnaisse comme une communauté, qu'on écrase ces tabous-là, qu'on démystifie des a priori, qu'on éduque les gens sur ce qu'est l'homosexualité ; je pense que de souligner, à grand trait de marqueur épais, les cinéastes qui — surtout pour un film comme J'ai tué ma mère, où on parle d'un personnage homosexuel de la même manière dont on parle d'un personnage qui serait défini par une religion, une race, quelque chose donc que moi je considère, cinématographiquement parlant, de secondaire. On parle ici de l'amour maternel, de l'amour filial. Ce n'est pas un film sur ce sujet. Et le fait que la Queer Palm existe pour récompenser des films de la communauté homosexuelle, je n'ai aucun problème avec ça. Ce qui moi me gêne, c'est qu'une autre communauté, qui chercherait à accéder à ce cinéma-là, qui pourrait être tentée, qui pourrait se dire curieuse d'en savoir plus, d'en découvrir, puisse trouver rédhibitoire une enseigne comme ça, un libellé, qui rive encore le clou, et qui dit : “film gay”, ou “film LGBT”, ou “film queer”. […] J'aimerais comprendre en ce moment en quoi une récompense comme ça aujourd'hui est utile. Ça m'énerve car je m'attaque à une communauté bienveillante. [Ces récompenses] renforcent la muraille autour de la communauté gay, elle empêche la communauté hétérosexuelle et les autres communautés, et pourquoi même parler de communauté ? […] C'est ça qui m'énerve. »

Cette explication permet de comprendre que l'attribution de certains prix tend à séculariser les œuvres dites « marginales »[pas clair]. La volonté esthétique de Xavier Dolan est de dénoncer un isolement de la communauté LGBT.

## Distinctions

### Récompenses
- Festival de Cannes 2012 :
  - Prix d'interprétation féminine Un certain regard pour Suzanne Clément
  - Queer Palm[20]
- Festival du film de Cabourg 2012 :
  - Grand prix[24]
  - Prix de la jeunesse[24]
- Festival international du film de Toronto 2012 : meilleur film canadien[25]
- Prix Écrans canadiens 2013 :
  - Meilleurs maquillages
  - Meilleurs costumes
- Prix collégial du cinéma québécois, 2013[26]
- Prix collégial du cinéma québécois : prix de la décennie 2012-2021, 2021[27]

### Nominations
- César 2013 : meilleur film étranger[28]
- Prix Écrans canadiens 2013 :
  - Meilleur film
  - Meilleur réalisateur pour Xavier Dolan
  - Meilleur acteur pour Melvil Poupaud
  - Meilleure actrice pour Suzanne Clément
  - Meilleur scénario original pour Xavier Dolan